# QV Normae
QV Normae även känd som Norma X-2, är en dubbelstjärna belägen i den mellersta delen av stjärnbilden Vinkelhaken. Den har en högsta skenbar magnitud av ca 16,19 och kräver ett kraftfullt teleskop för att kunna observeras. Den rör sig närmare solen med en heliocentrisk radialhastighet av ca -172 km/s.

## Observation
QV Normae är ett högmassigt stjärnsystem med röntgenstrålning och skenbar magnitud som varierar mellan 16,19 och 16,31.
Röntgenkällan identifierades först i början av 1970-talet. Systemets natur upptäcktes 1978 av astronomer som anpassade en visuell källa till en rodnande het blåvit stjärna med röntgenkällan 4U 1538 - 52. Komponenterna är en blåvit superjätte som uppskattas ha en massa runt 20 gånger solens massa och en neutronstjärna till en början beräknad till cirka 1,4 solmassa, men senare reviderad till 0,8 solmassa. Stjärnvinden från den mer massiva stjärnan dras till neutronstjärnans magnetiska poler och bildar en ansamlingskolonn och genererar röntgenstrålning. Systemet har uppskattats ligga på ett avstånd av 4 500 till 6 500 parsec (15 000-20 000 ljusår) från solen.